# Lanthanomyia
Lanthanomyia is een geslacht van vliesvleugeligen uit de familie Pteromalidae. De wetenschappelijke naam van dit geslacht is voor het eerst geldig gepubliceerd in 1967 door De Santis.

## Soorten
Het geslacht Lanthanomyia omvat de volgende soorten:
- Lanthanomyia australis De Santis, 1967
- Lanthanomyia bouceki Heydon, 2005
- Lanthanomyia compacta Heydon, 2005
- Lanthanomyia pumita Heydon, 2005
- Lanthanomyia soonae Heydon, 2005
- Lanthanomyia tigrita Heydon, 2005